# Thomasia angustifolia
Thomasia angustifolia är en malvaväxtart som beskrevs av Ernst Gottlieb von Steudel. Thomasia angustifolia ingår i släktet Thomasia och familjen malvaväxter. Inga underarter finns listade i Catalogue of Life.